# غمراسن
غمراسن (به عربی: غمراسن) یک منطقهٔ مسکونی در تونس است که در استان تطاوین واقع شده‌است. غمراسن ۹٬۵۶۸ نفر جمعیت دارد.